# Rivière Brown
Rivière Brown är ett vattendrag i Kanada.   Det ligger i provinsen Québec, i den sydöstra delen av landet, 70 km norr om huvudstaden Ottawa.
I omgivningarna runt Rivière Brown växer i huvudsak blandskog. Runt Rivière Brown är det mycket glesbefolkat, med 2 invånare per kvadratkilometer.